# Gotham Central
Gotham Central es una serie de cómics publicada por DC Comics que trata sobre el Departamento de Policía de Gotham City y de su día a día. Su publicación, que fue mensual, comenzó en febrero del 2003 y finalizó en abril del 2006, y tuvo un total de 40 números.
Gotham Central tenía guiones de Ed Brubaker y Greg Rucka. En sus comienzos los lápices eran de Michael Lark.

## Números/Arcos argumentales
En la línea del deber (In The Line of Duty, Gotham Central #1-#2)
Guion de Ed Brubaker y Greg Rucka. Lápices de Michael Lark.
El agente de policía Charlie Fields es asesinado por Mr. Frío cuando seguía, junto con su compañero Marcus Driver, una pista falsa sobre la desaparición de una niña. Esto lleva al cuerpo de policía a perseguir a Mr. Frío, que está preparando un nuevo crimen en Gotham.
Motivo (Motive, Gotham Central #3-#5)
Guion de Ed Brubaker. Lápices de Michael Lark.
Aparece el cadáver de la niña desaparecida, por lo que la policía de Gotham se enfrenta a un caso de asesinato. Marcus Driver y Romy Chandler estarán al frente del caso.
Media Vida (Half a life, Gotham Central #6-#10)
Guion de Greg Rucka. Lápices de Michael Lark. Color de Matt Hollingsworth, Digital Chameleon y Wildstorm FX.
Alguien está intentado arruinar la vida de la detective Renée Montoya: primero se hace circular una foto en la que aparece besándose con una mujer, por lo que se revela su homosexualidad a sus compañeros en el Departamento de Policía y a sus padres. Después Renee es acusada injustamente de asesinato, ya que se ha dispuesto todo para que las pruebas apunten a ella.
Renee descubrirá que es Dos Caras la persona que lo está disponiendo todo para arruinar su vida.
Sueños y creyentes (Daydreams and believers, Gotham Central #11)
Guion de Ed Brubaker. Lápices de Brian Hurtt.
Stacy, secretaria en el Departamento de policía, le escribe una carta a su amiga Meg, en la que le cuenta su vida en el Departamento de Policía, sus impresiones e incluso sus fantasías románticas con Batman.
Objetivos fáciles (Soft Targets, Gotham Central #12-#15)
Guion de Ed Brubaker y Greg Rucka. Lápices de Michael Lark y Stefano Gaudiano. Color de Lee Loughridge.
El Joker siembra el pánico en Gotham City al disparar indiscriminadamente a civiles y policías con un rifle de francotirador.